# Феликс Веронский
Феликс — святой епископ Вероны. День памяти — 19 июля.
Святой Феликс занимает семнадцатое место в ряду епископов Вероны. Его имя встречается и в надписи (XI или XII века) в древней церкви святого Стефана в Вероне вместе с именами других веронских владык, подлинных или нет. Мощи святого Феликса покоятся в той же церкви. L’Ordo veronese XI века сообщает:
Iulius a IIII Natalis sancti Felicis confessoris
К фразе предположительно в XIII веке был добавлен предикат et martiris. Скорее всего, ставилась задача отождествить епископа с одноименным веронским мучеником, о котором сообщил Иеронимов мартиролог от 2 августа.
Согласно местному преданию, епископское служение святого Феликса пришлось на остготское владычество в Италии и именно на тот период, когда Теодорих любил подолгу оставаться в Вероне, из которой он сделал свою любимую резиденцию настолько, что в германских сагах стал называться Теодорихом Веронским (Дитрихом Бернским).
На холмах города была воздвигнута церковь, посвящённая св. Феликсу, и его имя сохранилось в названии укрепленного замка, построенного позже даже после разрушения самой церкви (1407 год).